# CIFA
CIFA S.p.a. è un'azienda manifatturiera di macchine per la produzione, il trasporto e la posa del calcestruzzo (tra cui autobetoniere e pompe autocarrate) fondata nel 1928, a Milano. Dal 2008 fa parte di Zoomlion, multinazionale cinese nel settore delle macchine per l'edilizia e attrezzature per la produzione e la movimentazione del calcestruzzo.
CIFA, acronimo di Compagnia Italiana Forme Acciaio, trae origine dalla produzione di casseforme per il contenimento dei getti di calcestruzzo da impiegare nelle costruzioni di gallerie e dighe.

## Storia
La Società Anonima Compagnia Italiana Forme Acciaio CIFA fu fondata a Milano nel 1928 da Carlo Ausenda, ingegnere milanese che negli USA ebbe modo di entrare in contatto con la società Blaw Knox, storica azienda americana di macchinari per l'edilizia. Da queste relazioni Ausenda sviluppò le future idee tecnico imprenditoriali di CIFA, in particolare per la progettazione e la fornitura di casseforme a pannelli per il contenimento dei getti di calcestruzzo per grandi opere.
Il lancio della prima autobetoniera CIFA 400 avvenne nel 1958. Le betoniere allora erano interamente meccaniche, montate su autotelai come l'Alfa Romeo 900. Dal 1969 CIFA avviò la produzione di pompe autocarrate.
Nel 1974 venne brevettata la betonpompa, abbinando la capacità di trasporto del calcestruzzo alla possibilità di miscelare e gettare direttamente in cantiere.
Nel 2006 fece il suo ingresso nella compagine societaria CIFA il Fondo Magenta con l'obiettivo di definire meglio l'organizzazione, i flussi di processo e le strategie espansive a livello internazionale. Nel 2008 venne raggiunto l'accordo per la cessione di CIFA a Zoomlion, gruppo multinazionale cinese nel settore delle macchine per l'edilizia, agricoltura, attrezzature per la produzione e la movimentazione del calcestruzzo.

### Primati
- Nel 1974 CIFA ha inventato la betonpompa
- La pompa autocarrata Zoomlion-CIFA 101, 101 metri, è stata insignita del record del Guinness dei Primati[4]

### Premi
CIFA ha vinto 4 volte il premio internazionale di design “Red Dot Award”, nel 2014, 2015, 2017 e 2020.